# 西武観光バス
西武観光バス株式会社（せいぶかんこうバス）は、埼玉県所沢市久米に本社を置く西武グループの貸切バス・乗合バス事業者である。
練馬・大宮・狭山・秩父・軽井沢の5営業所において貸切バス事業を営むほか、大宮営業所・軽井沢営業所において高速バスを、秩父営業所・軽井沢営業所において一般路線バスを運行する。

## 沿革

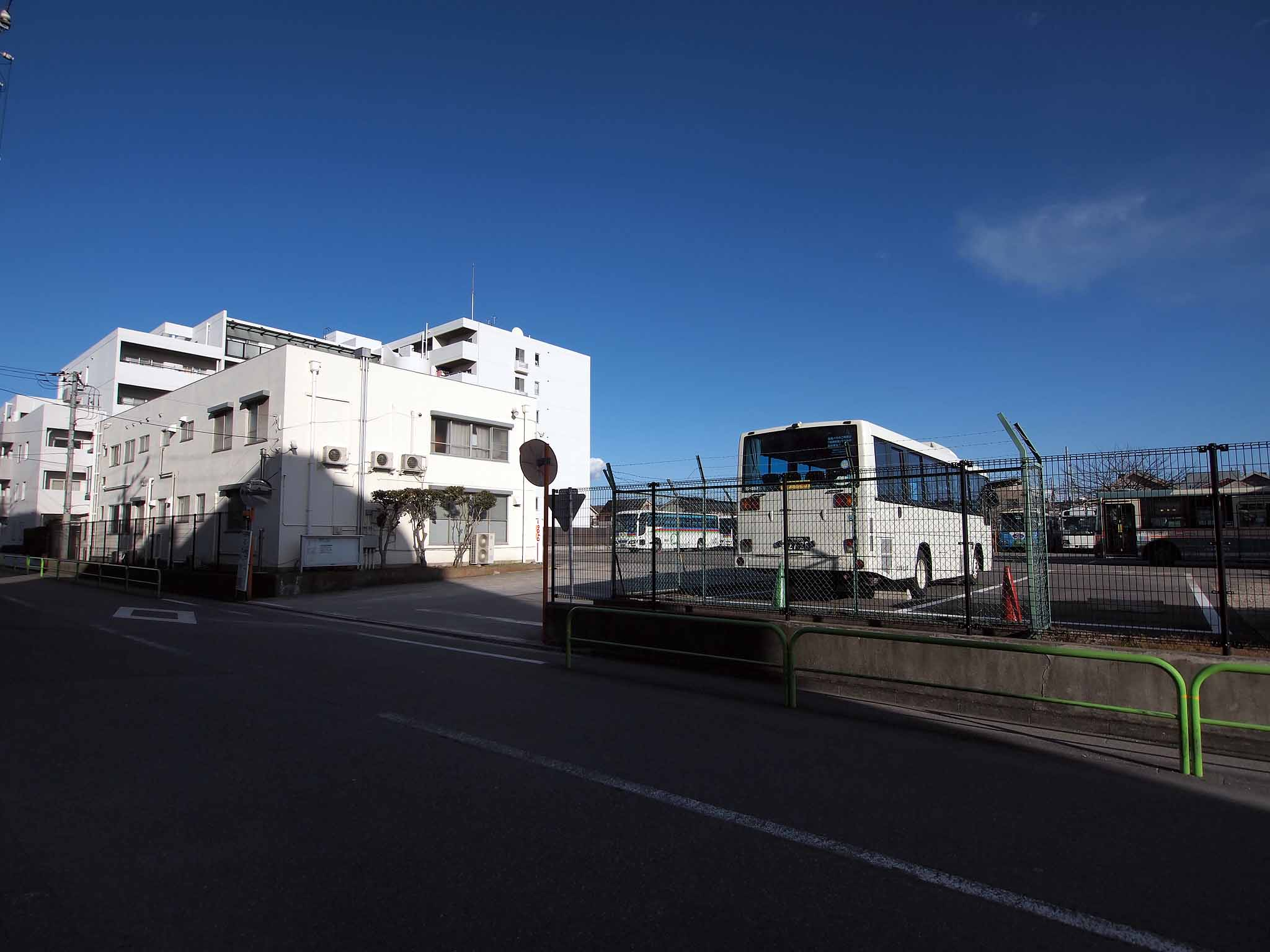
練馬営業所

西武観光バスは、西武バスが1989年に秩父営業所を分社化するにあたり、1988年4月に西武秩父バスとして設立された会社である。
秩父地域の路線は、戦前に秩父自動車によってその骨格が築かれ、これを現・西武鉄道の前身である武蔵野鉄道が買収し、西武バスへと移行したものである。
西武秩父バスの設立後は、西武バスから順次秩父市周辺路線の移管を受け、貸切免許も取得した。
その後は西武バスが貸切バス部門の分社化を進めるにあたり、その受け皿として埼玉県内の貸切バス事業も移管されることになった。1996年4月1日に西武観光バスに社名変更し、狭山営業所・大宮営業所を開設した。
1999年には練馬営業所を開設し、東京都内の貸切バス及び高速バスの一部も移管された。
2017年4月1日、西武高原バスを吸収合併して西武観光バス軽井沢営業所とした。
PASMO・SuicaによるICカード乗車システムは、2008年10月10日から秩父営業所管内全線で導入された。軽井沢営業所管内路線でも2020年3月25日から導入された。

## 営業所
- 練馬営業所 - 東京都練馬区高野台1-19-7（西武バス高野台営業所跡地に開設）
- 大宮営業所 - 埼玉県さいたま市大宮区三橋1丁目1016-1（西武バス大宮営業所に併設）
- 狭山営業所 - 埼玉県狭山市狭山台1-9-1
- 秩父営業所 - 埼玉県秩父市野坂町1-16-15（旧：西武バス秩父営業所）
  - 小鹿野車庫 - 埼玉県秩父郡小鹿野町小鹿野943
  - 贄川車庫（分車庫）- 埼玉県秩父市荒川贄川716（閉鎖）
- 軽井沢営業所 - 長野県北佐久郡軽井沢町長倉2146（旧：西武バス千ヶ滝営業所 → 西武高原バス軽井沢営業所）

## 現行一般路線
一般路線は、秩父営業所と軽井沢営業所が担当する。

### 秩父営業所

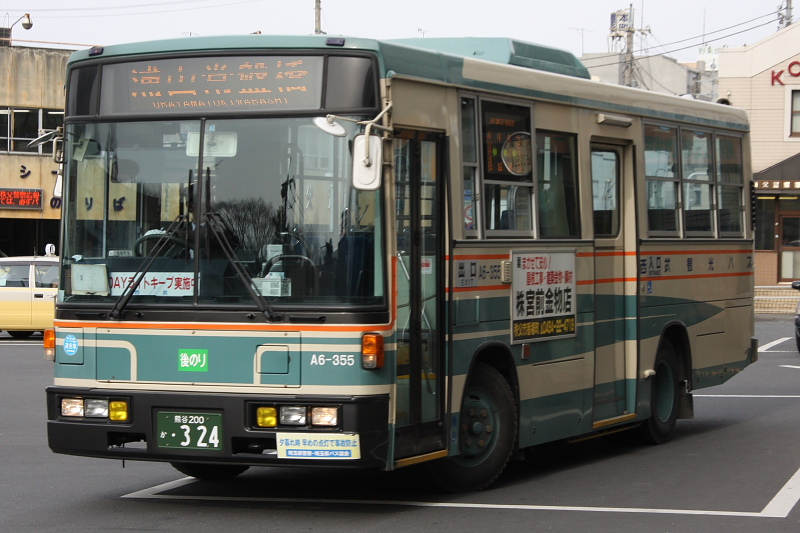
秩父営業所の一般路線車両（系統番号導入前）

2012年12月、秩父営業所管内の全路線で一斉に系統番号が導入されたが、西武バスと異なりアルファベットと数字を組み合わせた方式を採用している。

#### 小鹿野線
- G1：西武秩父駅 - 秩父駅 - 虚空蔵入口 - 相生町 - 秩父橋 - 泉田 - 小鹿野役場 - 小鹿野車庫
- G1：西武秩父駅 - 秩父駅 - 市立病院 - 秩父橋 - 泉田 - 小鹿野役場 - 小鹿野車庫
- G2：西武秩父駅 - 秩父駅 - 虚空蔵入口 - 相生町 - 秩父橋 - 泉田 - 小鹿野役場 - 小鹿野車庫 - 栗尾
- G2：西武秩父駅 - 秩父駅 - 市立病院 - 秩父橋 - 泉田 - 小鹿野役場 - 小鹿野車庫 - 栗尾
秩父営業所の基幹路線であり、西武秩父駅を起点に主に国道299号を経由し、小鹿野町中心部へ向かう。G1・G2の両系統に秩父市立病院を経由する便がある。本数は全便合わせて1時間に1 - 3本である。栗尾発着便は、西武秩父バスに転換後に設定された。

#### 志賀坂線
- G13：小鹿野役場 - 小鹿野車庫 - 栗尾 - 半平 - 法師落人（ほっしょうど）橋 - 納宮 - 尾ノ内渓谷入口 - 坂本
小鹿野役場を起点に、主に国道299号を経由して小鹿野町西端の集落、坂本に至る路線である。小鹿野役場で小鹿野線と接続するダイヤが組まれている。栗尾 - 坂本間はフリー乗降区間。
かつて志賀坂峠を越えて群馬県中里村に乗り入れていたことが、路線名「志賀坂線」の由来となっている。1970年、県境付近にドライブイン「西武志賀坂ロッジ」が開業したのに伴い、西武秩父駅 - 志賀坂ロッジ間の急行路線（季節運行）が登場、同ロッジが閉鎖するまで運行した。
沿線で行われる「尾ノ内百景氷柱」開催時期には臨時便が運行される[4]。

#### 倉尾線
- G14：小鹿野役場 - 黒海土入口 - 上吉田駐在所 - 上吉田 - 長久保入口 - 長沢（ちょうざわ）
小鹿野役場を起点に、秩父市上吉田地区を経て小鹿野町倉尾地区の集落、長沢へ向かう。志賀坂線と同じく、小鹿野線との接続ダイヤが組まれている。上吉田駐在所 - 長沢間はフリー乗降区間。
県道37号旧道（巣掛峠付近）や県道282号（旧・要トンネルなど）に狭隘区間が多く存在していたため、ワンマン化は1986年で西武バス（当時）としては最後だった[5]。巣掛峠入口 - みどりの村吉田口間は巣掛トンネルの開通により2002年に経路が変更されている。車両は中型車限定運用となっている。

#### ミューズパーク線
- P1：西武秩父駅 - 秩父駅 - 中村町四丁目 - 音楽寺 - ミューズパーク中央 - ミューズパーク南口 - 秩父病院 - 上町 - 秩父駅 - 西武秩父駅（ミューズパーク循環）
秩父ミューズパークの開園に合わせて1991年に新設された路線である。双方向の循環路線で、音楽寺先回り便と秩父病院先回り便（系統番号は双方同じ）がある。ミューズパーク内（旅立ちの丘 - ミューズパーク南口間）はフリー乗降区間である。当路線専用の一日乗車券を車内で販売している。
路線開設時は西武秩父駅 - ミューズパーク南口 - スポーツの森 - ミューズパーク中央（左記停留所以外は無停車）間のシャトル便として運行されていた。当時はほとんどの便がミューズパーク中央より1停留所前のスポーツの森発着だった。1998年に循環路線に改められ、このとき「ぐるりん号」の愛称が付けられた。
土休日には西武秩父駅 - 秩父駅 - 旅立ちの丘 - 展望台入口（急行、左記停留所以外は無停車）間の臨時便が運行されることがある[6]。

#### 横瀬線
- Y1：西武秩父駅 - 秩父駅 - 坂氷 - 横瀬駅入口 - 根古屋
- Y2：西武秩父駅 - 秩父駅 - 坂氷 - 横瀬駅入口 - 根古屋 - 芦ヶ久保駅 - 中井橋 - 長渕
- Y3：西武秩父駅 - 秩父駅 - 坂氷 - 横瀬駅入口 - 根古屋 - 芦ヶ久保駅 - 中井橋 - 長渕 - 松枝
横瀬線は西武秩父駅から国道299号を東へ向かい、横瀬町に至る路線である。
この方面への路線は秩父自動車時代から運行されており、昭和初期には秩父から赤谷付近まで路線が通じていた。その後、正丸峠を越えて吾野駅まで延長され、武蔵野鉄道（現・西武池袋線）との連絡が図られていた。しかし、西武秩父線の開通によって正丸駅までに短縮され、正丸駅 - 吾野駅間は廃止された。その後、正丸駅 - 松枝間も短縮・廃止され、現在に至る。また本数も松枝バス停発着便が1日2往復と少ない。
正丸駅発着時代には秩父駅 - 松枝 - 山伏口 - 正丸峠 - 正丸峠ガーデンハウス - 正丸駅、同 - 正丸峠、正丸駅 - 見晴台 - 正丸峠ガーデンハウス - 正丸峠の各路線が運行されていた。
2016年4月刊行の「西武観光バス秩父営業所 2016秩父地域ルートマップ」によると、路線名が「正丸線」から「横瀬線」に改称されていたことが明らかになった。（2012年刊行のルートマップによると、この時点ではまだ「正丸線」であった。正式な改称年月日は不詳）

#### 市内線・久那線
- K1：西武秩父駅 - 中道 - 秩父駅 - 上町 - 田の沢原 - 影森 - 浦山常盤橋
- K2：西武秩父駅 → ウニクス前 → 秩父駅 → 市立病院 → 田の沢原 → 影森 → 浦山常盤橋 → 花見の里 → 浦山常盤橋 → 久那 → 秩父病院 → 佐久良橋 → 札所十三番 → 西武秩父駅（花見の里循環・影森先回り）
- N2：西武秩父駅 → 札所十三番 → 佐久良橋 → 秩父病院 → 久那 → 浦山常盤橋 → 花見の里 → 浦山常盤橋 → 影森 → 田の沢原 → 市立病院 → 秩父駅 → ウニクス前 → 西武秩父駅（花見の里循環・久那先回り）
久那線（K2・N2系統）は後述の原谷線と同時に開通した「お出かけ楽々バス」の1路線で、西武秩父駅から南西の久那・影森地区へ向かう循環路線である。開通時は西武秩父駅 - 久那間の運転で佐久良橋経由便と影森中学校経由便が存在した。開通に当たっては原谷線と共にフリー乗降制の導入が協議されたが、安全上の理由から見送られた[要出典]。2009年12月に循環路線に改められた。
市内線（K1系統）は影森経由で浦山常盤橋に向かう久那線の区間便で、ウニクス前・市立病院には寄らない。久那線が循環路線になるまでは1日数本運行されていたが、現在は土曜・休日の日中1往復のみ。以前の路線名は「市内浦山線」であった。（2012年刊行のルートマップによると、この時点で「市内線」と改称されているが、正式な実施年月日は不詳）

#### 原谷線
- H1：西武秩父駅 → 秩父駅 → 大野原駅 → 下宿 → 原谷公民館 → 和銅黒谷駅 → 金山 → 下宿 → 大野原駅 → 秩父駅 → 西武秩父駅（和銅黒谷駅循環）
原谷線は秩父市内の交通不便地域の解消を目的とした「お出かけ楽々バス」として2005年10月に運行を開始した。西武秩父駅から秩父鉄道線沿いを北上し、和銅黒谷駅で折り返し西武秩父駅に戻る片回り循環路線である。下宿 - 和銅黒谷駅間は往路・復路で経路が異なる。

#### 定峰線・三沢線
- T1：西武秩父駅 - 秩父駅 - 坂氷 - 金昌寺 - 山田 - 栃谷 - 上郷 - 定峰
- T2：西武秩父駅 - 秩父駅 - 坂氷 - 金昌寺 - 山田 - 栃谷 - 上郷 - 定峰 - 定峰峠入口
- T3：西武秩父駅 - 秩父駅 - 坂氷 - 栃谷 - 札所一番 - 高原牧場入口 - 中三沢 - 観光農園村 - 親鼻駅 - 皆野駅
西武秩父駅から秩父駅を経由し、秩父市東部の山田、栃谷方面へ向かう路線である。沿線には秩父札所の1 - 5、10・11番がある。定峰線は定峰および定峰峠入口へ、三沢線は皆野町に入り三沢川沿いを北上して皆野駅に至る。両線の重複する栃谷までは1時間に1本程度の運行本数が確保されている。T2系統は平日のみの運行。

#### 秩父吉田線

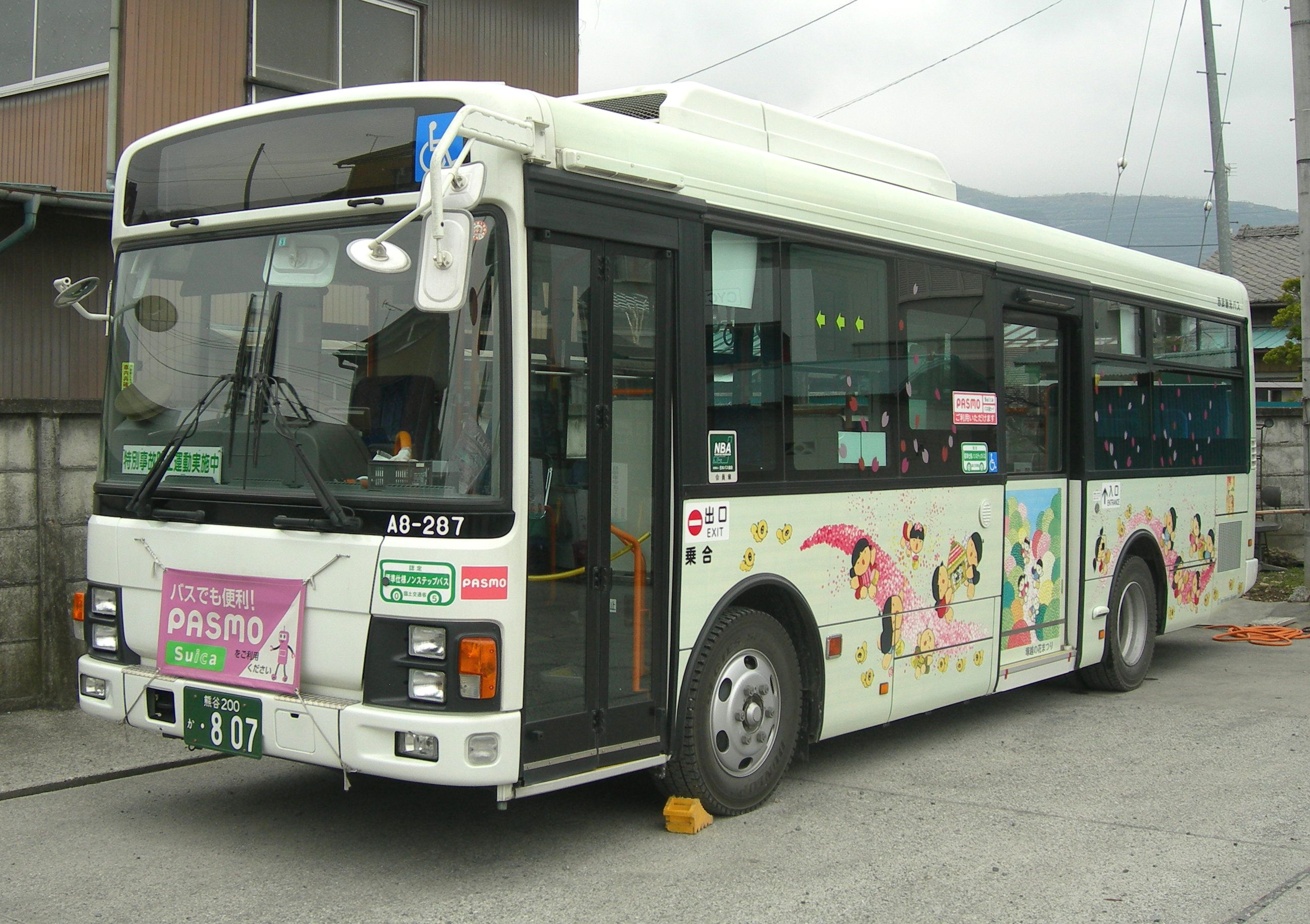
秩父吉田線開業と同時に導入されたノンステップバス

- D1：西武秩父駅 - 秩父駅 - 札所二十一番 - 中寺尾 - 大田入口 - 馬頭尊前 - 龍勢会館 - 吉田総合支所
- D1：西武秩父駅 - 秩父駅 - 市立病院 - 中寺尾 - 大田入口 - 馬頭尊前 - 龍勢会館 - 吉田総合支所
- D2：西武秩父駅 - 秩父駅 - 札所二十一番 - 中寺尾 - 大田入口 - 馬頭尊前 - 龍勢会館 - 吉田総合支所 - 上吉田駐在所 - 上吉田 - 吉田元気村
- D2：西武秩父駅 - 秩父駅 - 市立病院 - 中寺尾 - 大田入口 - 馬頭尊前 - 龍勢会館 - 吉田総合支所 - 上吉田駐在所 - 上吉田 - 吉田元気村
2008年4月1日よりそれまで運行されていた寺尾・吉田・上吉田の3線を統合・再編して秩父吉田線として開通した。D1・D2の両系統に札所二十一番経由と市立病院経由があり、D2系統の上吉田駐在所 - 上吉田間はフリー乗降区間である。再編前の運行区間と概要は後述の通り。

#### 三峯神社線
- M4：西武秩父駅 - 三峰口駅 - 大輪 - 大滝温泉遊湯館 - 三十槌 - 秩父湖 - 三峯神社（急行、左記停留所以外は無停車）
- M4：三峰口駅 - 大輪 - 大滝温泉遊湯館 - 三十槌 - 秩父湖 - 三峯神社（急行、左記停留所以外は無停車）
西武秩父駅および三峰口駅から三峰山頂の三峯神社に至る急行路線である。西武秩父駅で特急ラビューに接続するダイヤとなっている。かつては土曜・休日のみの運行であったが、三峰山頂へ向かう三峰ロープウェイが休止を経て廃止されたことから、2007年12月より通年運行となった。秩父湖 - 三峯神社間はフリー乗降区間。多客時は続行便が設定されることがある。
従来、平日と休日では運行回数が異なっていたが2016年3月22日の改正により、平日休日共に5往復運行される事となった[7]。
2017年3月25日より、土日祝日の運行本数を6回に増回[8]。さらに2018年4月2日より三峰口駅発着便が1回新設され、三十槌バス停を新設、新規停車となった。
なお、三峯神社における毎月1日の「白い氣守」の頒布日は、三峯神社駐車場入場待ちの自動車などで長大な道路渋滞が発生し運行に支障が出ることから、1日2便程度まで減便されていたが、2018年6月以降「白い氣守」頒布が休止となったことから、通常運行に戻されている[9]。

#### 中津川線
- M5：三峰口駅 - 大陽寺入口 - 大輪 - 大滝総合支所 - 楢平 - 小双里
- M6：三峰口駅 - 大陽寺入口 - 大輪 - 大滝総合支所 - 楢平 - 川又 - 中双里 - 中津川
- M6：西武秩父駅 - 三峰口駅 - 大輪 - 大滝総合支所 - 楢平 - 川又 - 中双里 - 中津川（区間急行、西武秩父駅 - 三峰口駅間は無停車）
- M7：三峰口駅 - 大陽寺入口 - 大輪 - 大滝総合支所 - 楢平 - 中双里 - 中津川
紅葉で名高い中津峡沿いを走る路線で、1956年に中双里から日窒鉱山・中津川まで延長された。かつては中双里以北に狭小トンネルが点在していたため、路線延長時から車体上方を内側に絞った形状の「三角バス」と呼ばれる特注車両が使用されるようになった。過疎化により1973年から埼玉県の補助が開始された[10]が、1976年に中双里 - 日窒鉱山・中津川間[注釈 1]が廃止された。しかし中津川地区の住民から陳情書が提出され[10]、1978年に中双里 - 中津川間の運行を再開した。
元来は大滝役場（現・大滝総合支所）発着の路線だったが、中津川までの運行再開時に三峰口駅発着便が登場、のちに全便三峰口駅発着となった。
滝沢ダム建設による集団移転で小双里 - 大滑間の4停留所[注釈 2]が廃止されたため、同区間は非常に停留所間隔が長い。
2010年9月限りで秩父鉄道観光バスの川又線が廃止されたのに伴い、川又経由便が設定された。
2012年4月頃から、西武秩父駅発着の区間急行を設定。当初は土曜・休日のみの運行だったが後に平日にも設定。西武秩父駅 - 三峰口駅間はフリー乗降の対象外。
2021年4月にM3系統を小双里まで延長する形でM5系統を新設。代わりに中津川発着のM6・M7系統は1日計3往復に減便となった。
2022年9月13日、埼玉県道210号中津川三峰口停車場線が秩父市中津川地内で土砂崩れによる通行止めとなり、当面、西武秩父駅と中津川区を結ぶ路線については川又バス停での折り返し運行となっている[11]。

#### 廃止された路線

##### 寺尾線
- 西武秩父駅 - 秩父駅 - 中村町四丁目 - 尾田蒔中学校 - 秩父中央病院 - 萩平 - 下寺尾 - 大田入口 - 皆野駅
西武秩父駅から荒川沿いの寺尾地区を経由して皆野駅に至る路線である。秩父鉄道線との並行度が高く、運行本数は1日2往復と少なかった。西武秩父駅 - 大田入口間が秩父吉田線に引き継がれた。

##### 吉田線
- 皆野駅 - 大田入口 - 早道場 - 馬頭尊前 - 龍勢会館 - 吉田上町 - 泉田 - 小鹿野役場 - 小鹿野車庫
皆野駅を起点に、赤平川南側の秩父市大田地区を経由、吉田地区（旧・吉田町）中心部を経て小鹿野車庫に至る路線である。大田入口 - 吉田上町間が秩父吉田線に引き継がれた。

##### 上吉田線
- 皆野駅 - 国神 - 馬頭尊前 - 龍勢会館 - 吉田上町 - 上吉田駐在所 - 上吉田 - 吉田元気村
皆野駅を起点に、赤平川北側の皆野町国神地区を経由し秩父市吉田地区を東西に横断、合角ダムのほとりにあるキャンプ場・吉田元気村に至る路線である。吉田上町 - 吉田元気村間が秩父吉田線に引き継がれた。

##### 三峰口線
- M3：三峰口駅 - 大陽寺入口 - 大輪 - 宮平 - 大滝老人福祉センター
秩父鉄道の終点である三峰口駅からさらに荒川沿いを上流へ向かい、大滝老人福祉センターへ向かう路線であった。先述の中津川線と共にフリー乗降制度を全区間で導入し、バス運転席上に設置されたスピーカーより音楽を流してバスが来た旨を知らせる「メロディーバス」として運行された。
1975年より埼玉県の補助を受けて運行していた[10]。
2020年4月に（初代）M3系統の三峰口駅 - 秩父湖間が廃止となり、それまで（初代）M5系統だった三峰口駅 - 大滝老人福祉センター間が(2代)M3系統に振り替えられた。先述のM5系統新設により、2021年4月時点で三峰口線は土曜・休日の1往復のみの運行となっていたが、2022年3月27日の運行をもって系統廃止となった[12]。2022年4月1日、終点だった大滝老人福祉センターは「楢平」に改称された[13]。

### 軽井沢営業所

#### 浅間白根火山線

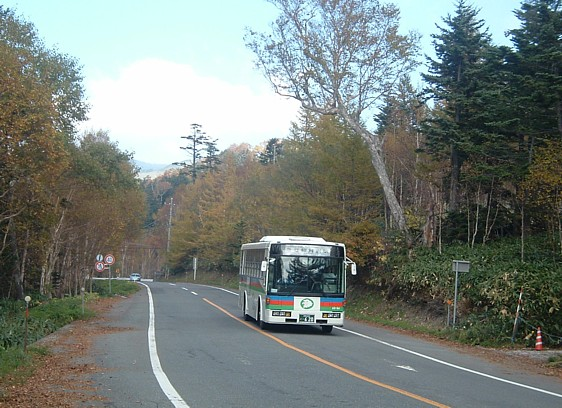
浅間白根火山線軽井沢行き急行便（A3-94）

- 軽井沢駅 - 新軽井沢 - 中軽井沢駅 - 西区入口 - 千ヶ滝温泉 - 軽井沢営業所 - 峰の茶屋 - 鬼押出し園 - 万座鹿沢口駅[注釈 3] - 嬬恋プリンスホテル - 万座 - 万座プリンスホテル - 白根火山 - 殺生河原 - 草津温泉
軽井沢駅から万座鹿沢口駅を経て草津温泉へ向かう路線。国道18号、国道146号（途中千ヶ滝温泉を経由）、鬼押ハイウェー、万座ハイウェーを経由して万座プリンスホテルへ至る。冬期（11月初頭 - 4月下旬）はこの先の県道466号線（上信スカイライン）と国道292号とが閉鎖になるため、万座ハイウェーの終点にある万座プリンスホテル発着となっていたが、2016年-2017年の冬期ダイヤでは、プリンスホテルのひとつ手前のバス停である万座バスターミナル止まりとなっている。
浅間白根火山線のうち、万座温泉、白根火山経由の便は、夏期には急行便として運行されていたが、2008年から全便を各駅停車便に改めた。従来から使用されている車両の行先表示の方向幕には「急行」の表示が残り、そのまま運用されていることもあるが、現在は浅間白根火山線の全便が各駅停車便として運行されている。
2017年9月16日より「浅間六里ヶ原休憩所」「浅間火山博物館」停留所では、各施設の営業時間に合わせて特定日・特定時間帯に通過扱いとなる予定[14]
- （軽井沢駅 - 旧軽井沢 - 中軽井沢駅 - 千ヶ滝温泉 - 軽井沢営業所 - 峰の茶屋 - 鬼押出し園 - ）万座鹿沢口駅 - 仙の入（せんのいり） - 草津前口 - 谷所 - 草津温泉
万座鹿沢口駅から群馬県道59号草津嬬恋線を経由して草津温泉へ向かう路線。通年運行されている。草津温泉発の一部便のみ軽井沢駅まで運行される。2001年（平成13年）までは草軽交通も同じルートを運行していた。
- 軽井沢駅 - 旧軽井沢 - 中軽井沢駅 - 千ヶ滝温泉 - 軽井沢営業所
西武観光バス軽井沢営業所の出入庫便。
- 軽井沢駅←旧軽井沢←中軽井沢駅←塩壺上←軽井沢営業所出庫便。
上記便と違い千ヶ滝温泉を経由しない。
- 軽井沢駅 - 旧軽井沢 - 中軽井沢駅 - 黒橋 - 軽井沢営業所
廃止された西区線の代替路線。営業所発朝1本、中軽井沢駅発夕方2本運行。

#### 南軽井沢線
- 平日のみの運転。内廻りは午後2本（うち1本は中軽井沢駅始発）、外廻りは午前1本の運行
軽井沢駅 → 軽井沢72ゴルフ → ニュータウン入口 → 軽井沢発地市庭 → 風越公園 → 中部小学校前 → 発地入口 → 中軽井沢駅 → 町役場病院前 → 高校前 → 東部小学校入り口 → 軽井沢駅
軽井沢町内循環バスとほぼ同じルートをたどるが、塩沢湖、鳥居原団地前、旧軽井沢は経由しない。

#### 急行塩沢湖線
- 軽井沢駅 - 塩沢 - 東急ハーベストクラブ＆ヴィアラ - 塩沢湖 - 絵本の森美術館・エルツおもちゃ博物館 - 風越公園
全便が急行便で、通年運行である。

#### 軽井沢町内循環バス

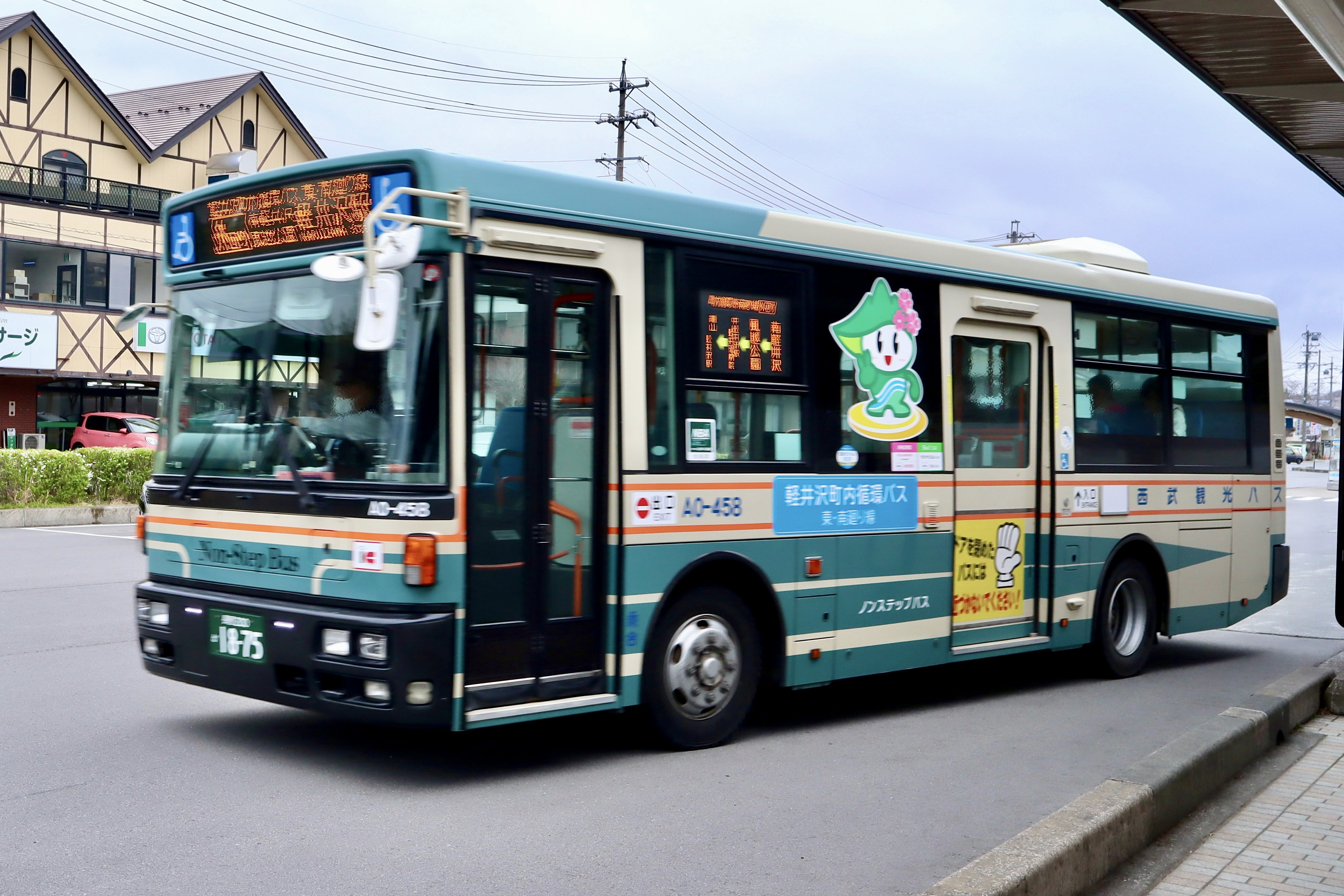
軽井沢町内循環バス専用車

- 東・南廻り線（内回り・外廻り。旧観光循環バス南ルート）
軽井沢駅 → 軽井沢72ゴルフ → ニュータウン入口 → 軽井沢発地市庭 → 風越公園 → 塩沢湖 → 塩沢交差点 → 鳥居原団地前 → 中軽井沢駅 → 軽井沢病院 → 旧軽井沢 → 軽井沢駅（外回りは逆コースをたどる）
循環運転を行い、南軽井沢線とほぼ同じルートをたどるが、当路線は、中部小学校前、発地入口は経由しない。町内循環バスは軽井沢町から委託を受けて運行されている。

以下の2路線は旧西武高原バスが受け持っていたが、2012年4月1日の軽井沢町内循環バスの路線再編により、運行経路と1路線の運行会社が変更された。
- 観光循環バス北ルート（→ 軽井沢町内循環バス北廻り線。運行会社は草軽交通）
軽井沢駅 - 旧軽井沢 - 町立図書館・資料館 - 軽井沢駅 - 星野リゾート - セゾン現代美術館 - 田崎美術館 - 中軽井沢駅 - 軽井沢駅
※現在は、軽井沢病院 -（中軽井沢駅、千ヶ滝別荘管理事務所前、借宿経由）- 信濃追分駅間の運行となっている
- 観光循環バス南ルート（→ 路線再編により、2012年4月1日より現在の軽井沢町内循環バス東・南廻り線となる）
軽井沢駅 - 軽井沢プリンスホテル西館 - 塩沢湖 - ペイネ美術館 - 堀辰雄文学記念館

## 現行高速路線

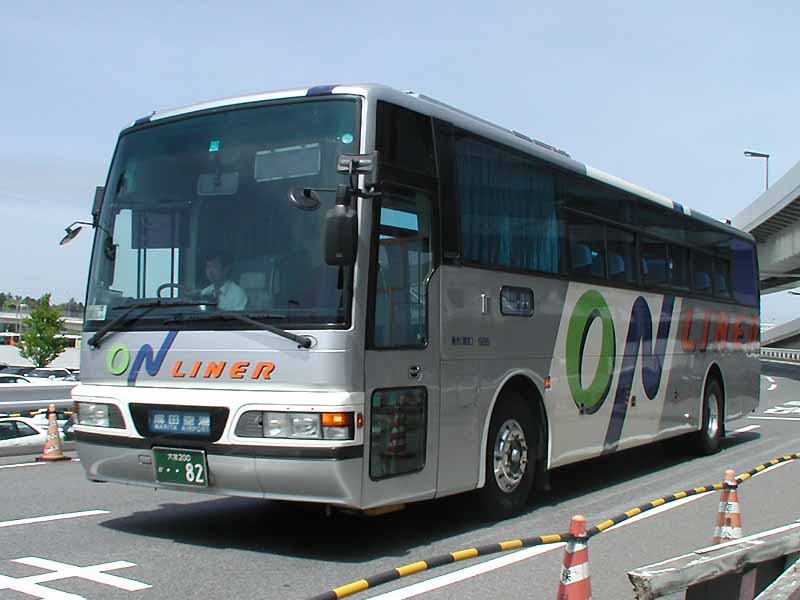
2002年頃のONライナー専用車(1955)
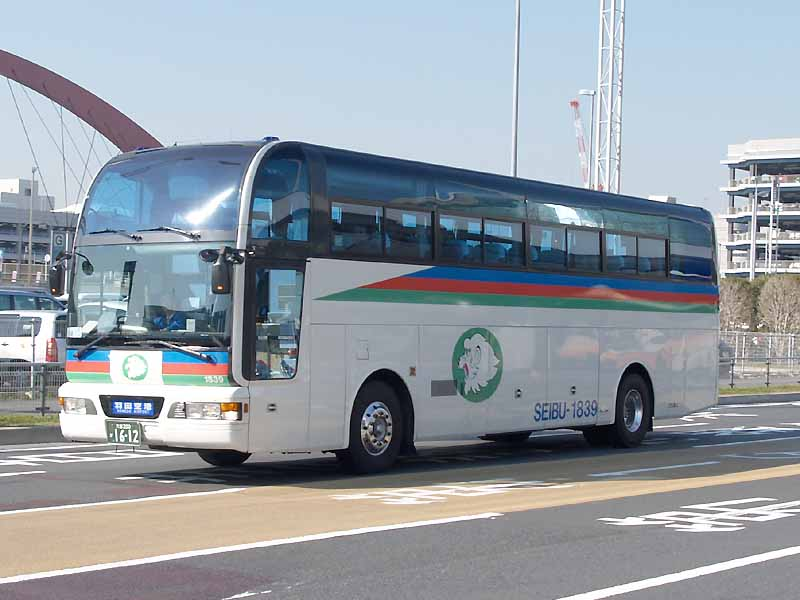
西武観光バスの高速車両(1839)
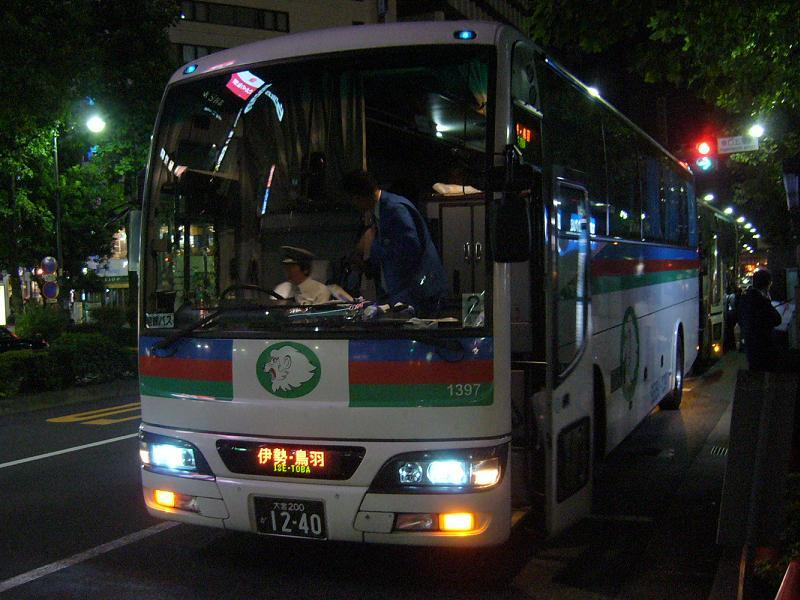
鳥羽線運用中の大宮営業所所属夜行高速車（1397）
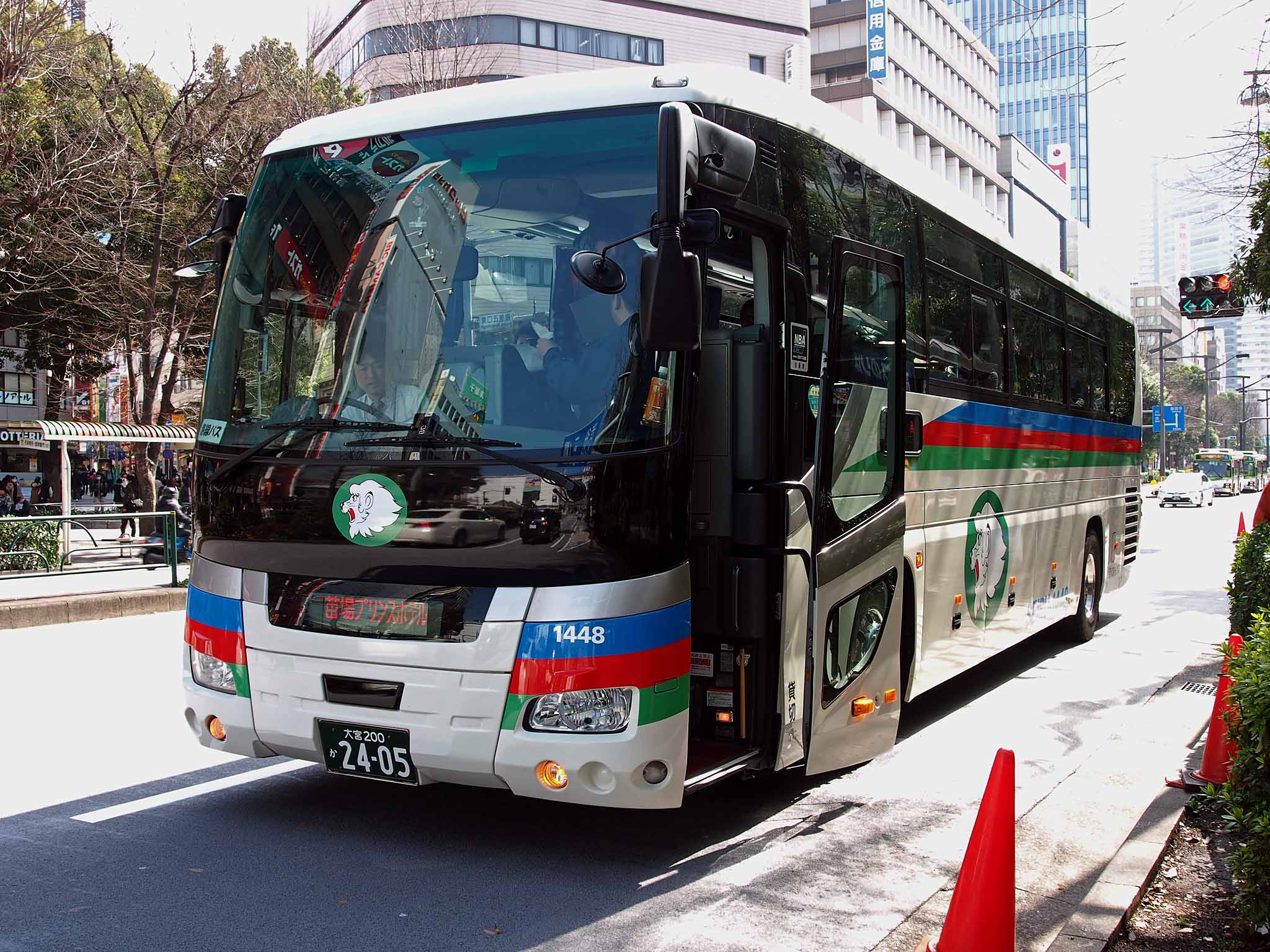
苗場ホワイトスノーシャトル(1448)

高速路線は原則大宮営業所で担当。千曲線、渋谷 - 軽井沢・草津線については、軽井沢営業所で担当。現在運行されているのは以下の路線である。

### 空港連絡路線
- 大宮羽田線： 大宮営業所 - 大宮駅西口 - さいたま新都心駅西口[注釈 4] ⇔ 羽田空港 （国際興業バス・京浜急行バス・東京空港交通と共同運行）

- 大宮成田線（ONライナー号）： 大宮営業所 - 大宮駅西口 - さいたま新都心駅西口 ⇔ 成田空港 （東武バスウエスト・国際興業バス・京成バス・千葉交通と共同運行）

### 千曲線
東京都の新宿・池袋と長野県東信地方を結ぶ、4系統の昼行高速バス（千曲線）を千曲バスと共同で運行している。これらの路線は、軽井沢線の一部を除き、当初西武バスが運行していたものが西武高原バスに移管され、さらに同社の西武観光バスへの吸収合併により再移管された。

#### 佐久線
- バスタ新宿 - 池袋駅東口 - 下落合駅 - 練馬駅（練馬区役所前） - 川越的場 ⇔ 下仁田 - 佐久インター南 - 佐久平駅前 - 岩村田 - 佐久医療センター - 中込橋場・駅入口 - 野沢（相生町） - 臼田

#### 上田線
- バスタ新宿 - 池袋駅東口 - 下落合駅 - 練馬駅（練馬区役所前） - 川越的場 ⇔ 富岡 - 下仁田 - 佐久インター南 - 小諸高原 - 東部湯の丸 - 住吉 - 上田駅 - 上田営業所 - 別所温泉

#### 軽井沢線
- サンシャインシティプリンスホテル / バスタ新宿 - 池袋駅東口 - 下落合駅 - 練馬駅（練馬区役所前） - 川越的場 ⇔ 富岡 - 軽井沢72ゴルフ - 軽井沢ショッピングプラザ - 軽井沢プリンスホテルウエスト - 軽井沢駅前（ - 軽井沢プリンスホテルスキー場 / 西武軽井沢営業所 / 御代田駅前）
西武高原バスと千曲バスが運行していた軽井沢線に2015年より参入。2015年10月より通年運行、冬期は「軽井沢ホワイトスノーシャトル」として軽井沢プリンスホテルスキー場まで延長運転される。2016年7月より一部便の東京側の発着地を東京ガーデンテラス紀尾井町へ延長。2017年4月に西武高原バス便も継承した。
2024年4月1日、「東京ガーデンテラス紀尾井町」「ザ・プリンスギャラリー東京紀尾井町」停留所を廃止。

### 河口湖線

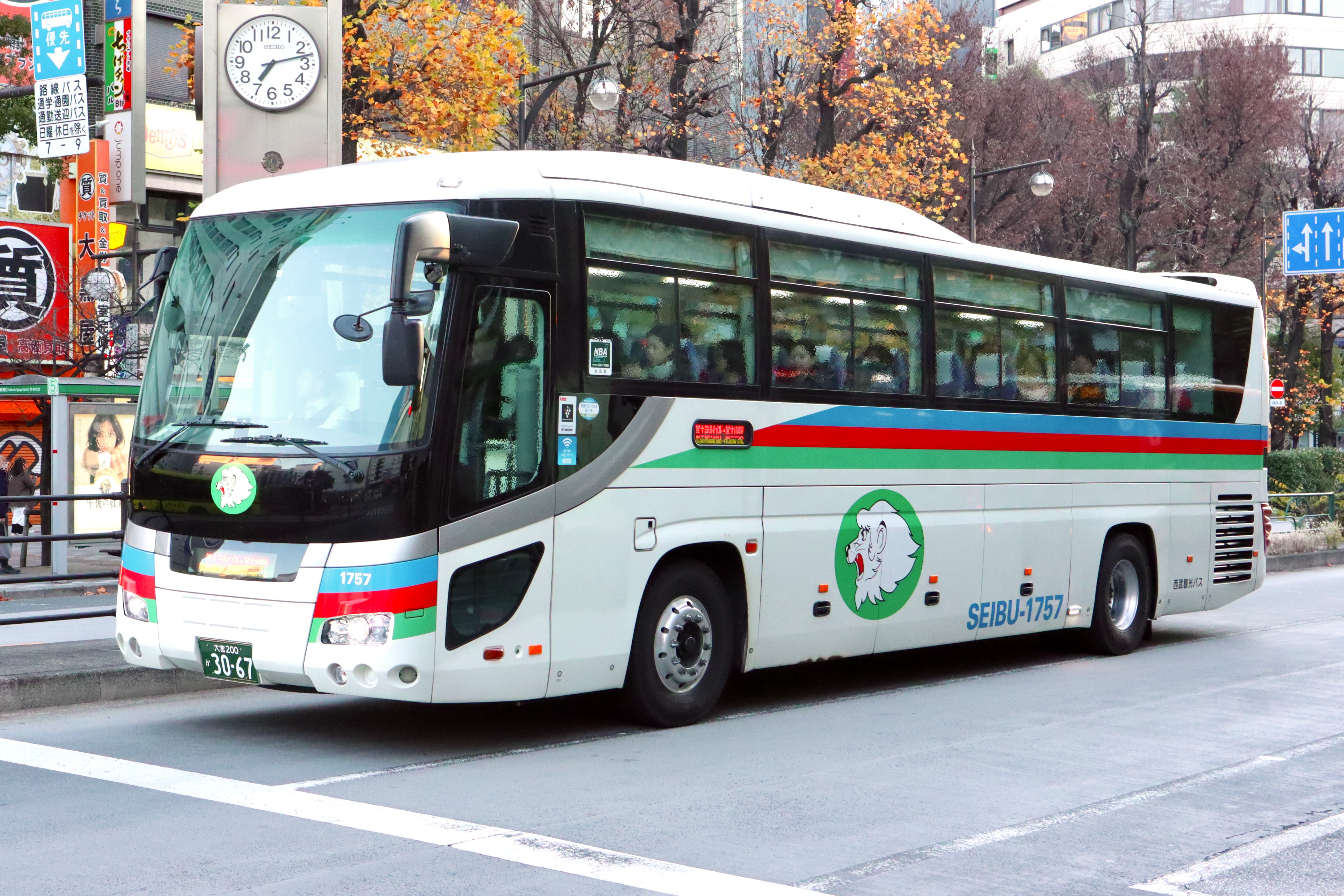
富士急ハイランドに向かう西武観光バス1757号車

従来、大宮発着で川越駅経由と池袋駅経由をそれぞれ1往復ずつ運行していたが、2017年9月1日のダイヤ改正で池袋駅経由便の起終点がサンシャインシティプリンスホテルに変更された。フジエクスプレスと共同運行。
- 大宮駅西口 → 西武大宮営業所 → 川越駅西口 → 狭山営業所 → 富士急ハイランド → 河口湖駅 → 富士山駅 ※ 西武観光バスは下り便のみ担当
- （西武大宮営業所 ← 大宮駅西口 ←） サンシャインシティプリンスホテル - 池袋駅東口 - 富士急ハイランド - 河口湖駅 - 富士山駅

### 鳥羽線
大宮から池袋を経て伊勢志摩を結ぶ。もともとは、池袋 - 伊勢市と、池袋 - 鳥羽・志摩スペイン村であったものを大宮発着、伊勢志摩地区では鳥羽発着にして統合。三重交通・三交伊勢志摩交通と共同運行。
- 中央ルート： 大宮営業所 - 大宮駅西口 - 池袋駅東口 - バスタ新宿 - 立川駅北口 ⇔ 桑名駅 - 近鉄四日市駅 - 鈴鹿 - 津駅 - 松阪駅 - 伊勢市駅 - 鳥羽バスセンター
- 東名ルート： 大宮営業所 - 大宮駅西口 - 池袋駅東口 - 横浜駅YCAT ⇔ 桑名駅 - 近鉄四日市駅 - 鈴鹿 - 津駅 - 松阪駅 - 伊勢市駅 - 鳥羽バスセンター

### 南紀勝浦線
- 南紀勝浦線： 大宮営業所 - 大宮駅西口 - 池袋駅東口 - バスタ新宿 - 横浜駅YCAT ⇔ 紀伊長島 - 尾鷲市 - 熊野市駅 - 新宮駅 - 南紀勝浦温泉 （三重交通と共同運行）
新宿を経由する西武グループの高速バス路線では、バスタ新宿開業後も唯一新宿駅西口の停車を継続していたが、2017年1月16日出発便より停留所がバスタ新宿に変更された[16]。

### 南紀白浜線
- ホワイトビーチシャトル号： 大宮営業所 - 大宮駅西口 - 池袋駅東口 - バスタ新宿 - 横浜駅YCAT ⇔ 海南駅 - みなべ町 - 紀伊田辺駅 - 白浜バスセンター - 新湯崎 - 南紀白浜空港 （明光バスと共同運行）[17][18]
2013年3月29日、明光バスと共同で運行開始。
2019年4月1日より、新湯崎から南紀白浜空港まで延伸した。

### 品川・池袋 - 苗場線

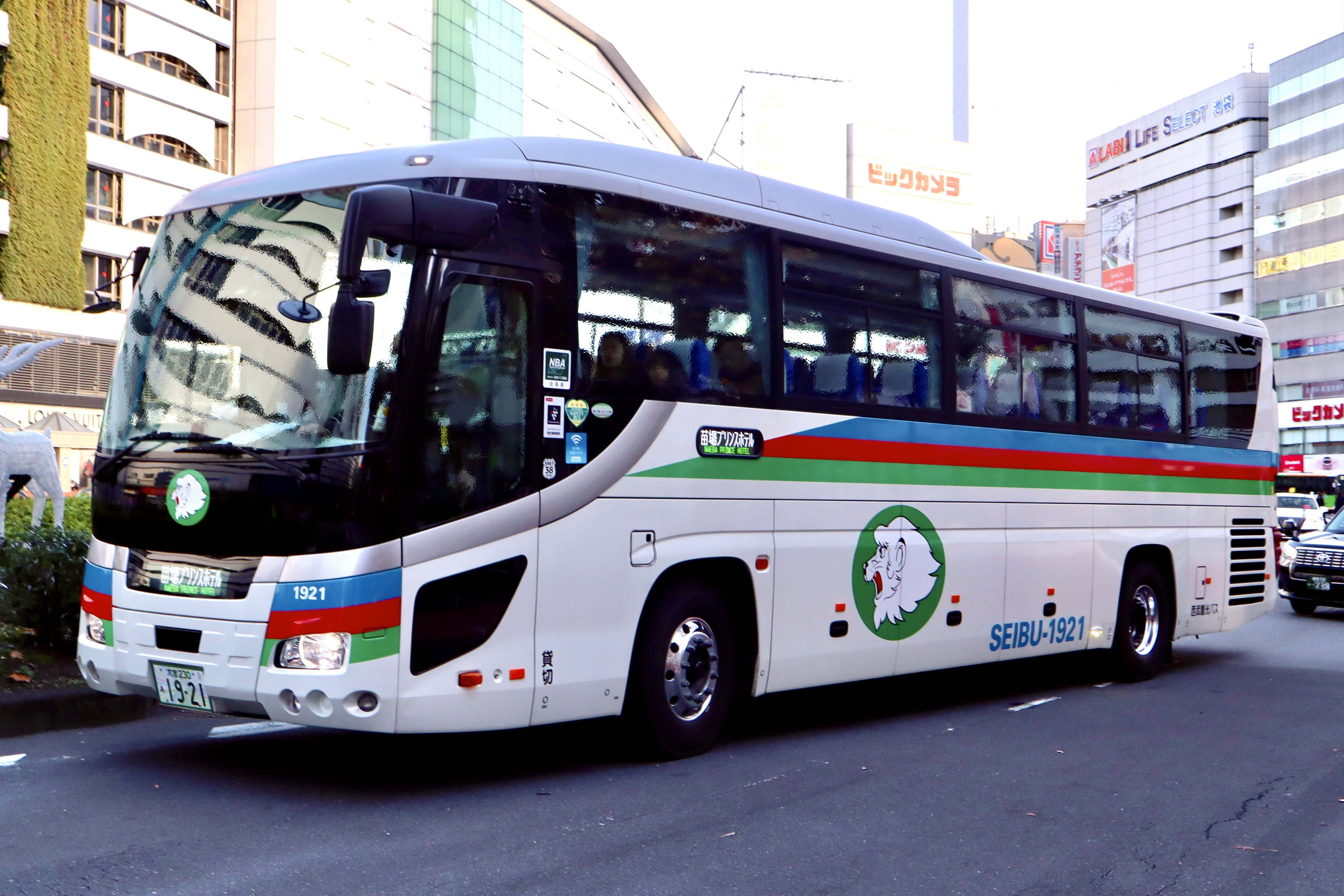
苗場ホワイトスノーシャトル

- 苗場ホワイトスノーシャトル： サンシャインシティプリンスホテル - 池袋駅東口 - 下落合駅 - 練馬駅（練馬区役所前） - 川越的場 ⇔ 関所跡（猿ヶ京温泉 ）・苗場プリンスホテル （季節運行）
冬期の苗場スキー場へのアクセスを狙った季節路線。2014年12月から2019年は伊豆箱根バスが共同運行に加わり、伊豆箱根便は横浜経由で小田原まで延長運転された。2016年2月からは池袋のサンシャインシティプリンスホテルに停車[19]、2018年12月からはみなかみ町の猿ヶ京温泉にも停車、苗場発の西武便と伊豆箱根便を同時発車として、西武便はサンシャインシティプリンスホテル止まり、伊豆箱根便は品川プリンスホテルへ直行するように変更される[20][21]。2020年度運行分は新型コロナウイルス感染症の影響で小田原発着の伊豆箱根便が休止され、池袋発着の西武便のみ運行された[22]。2021年度以降は西武観光バスの単独運行となる[23]。

### 東京・渋谷・新宿・池袋～立山（室堂）線

西武観光バスが担当する室堂行き

- 東京駅丸の内南口 - 渋谷駅（フクラス9番） - 東急歌舞伎町タワー - 池袋駅東口 ⇔ 弥陀ヶ原 - 天狗平 - 室堂 （季節運行）
東急トランセ、富山地方鉄道と共同運行

## 廃止・移管路線

### 高速路線

#### 宇和島線
- 宇和島パールライナー： 大宮営業所 - 大宮駅西口 - 池袋駅東口 - 横浜駅YCAT ⇔ 松山 営業所 - 大洲 営業所 - 卯之町 営業所 - 吉田営業所 - 宇和島 BC （宇和島自動車 と共同運行。）
埼玉県さいたま市大宮区 と愛媛県宇和島市 との間を結ぶ季節運行の高速バス 路線である。
宇和島自動車担当便は愛称名が「ウワジマエクスプレス」。予約・発券業務は西武バスが担当。
走行距離は約1,000kmで、首都圏を発着する長距離高速バスとしての所要時間が「はかた号」（西日本鉄道 ）や「萩エクスプレス」（防長交通 ）を上回り、大宮行が14時間57分、宇和島行が15時間6分となっていた。また、南予地方 から首都圏へ直通する高速バスは史上初である。

沿革
- 2008年8月1日 - 運行開始（9月29日まで）。
- 2009年7月17日 - 9月28日 - 5回目の運行。この回より松山市内に乗り入れる。
- 2015年1月5日 - この日の出発便を以って運行休止。

#### 福岡線

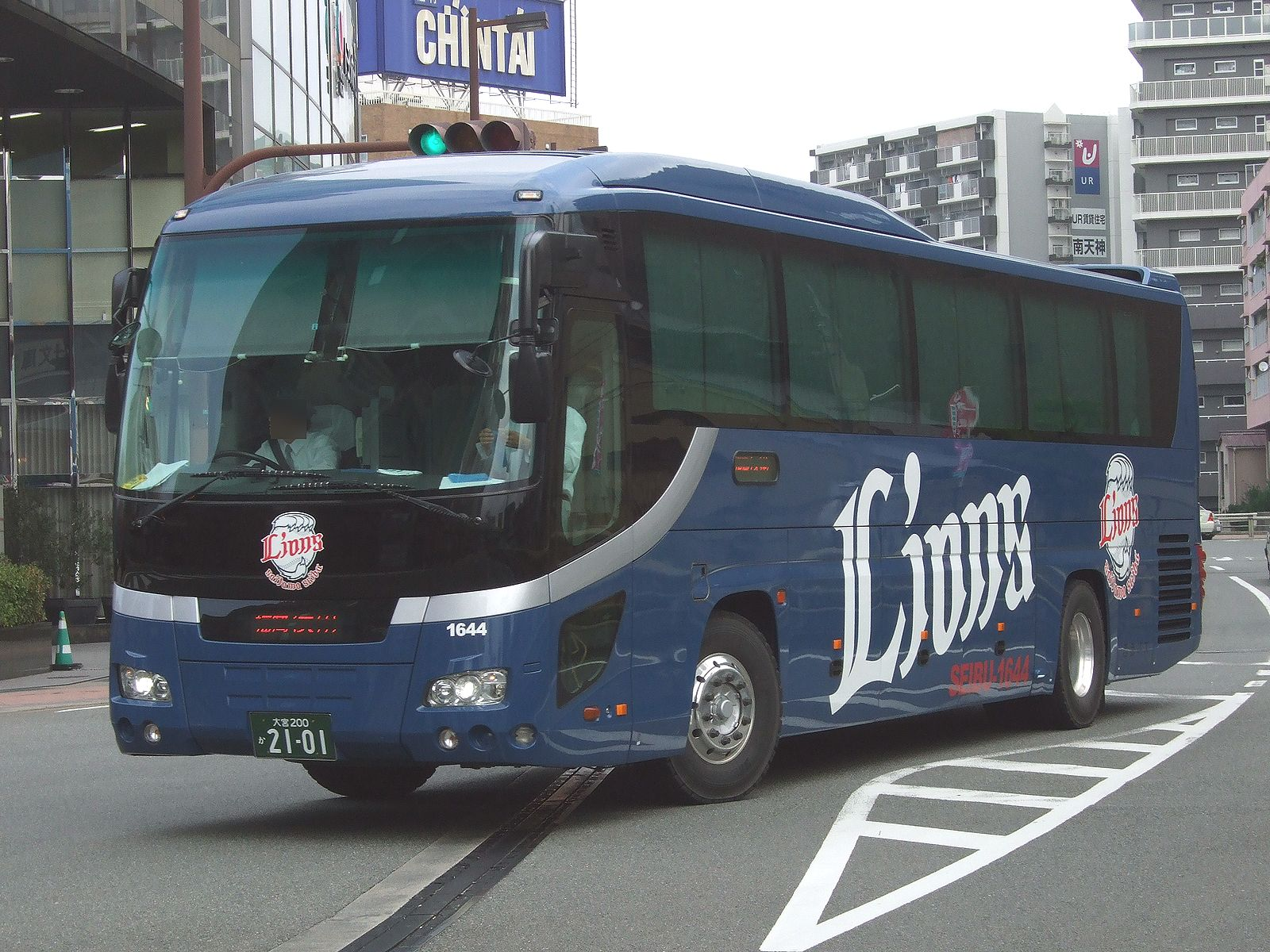
ライオンズエクスプレス専用車(1644号車)

- Lions Express （ライオンズエクスプレス）： 大宮営業所 - 大宮駅西口 - 池袋駅東口 - 横浜駅YCAT ⇔ 博多バスターミナル - 西鉄天神高速バスターミナル （西鉄高速バス と共同運行）
2011年12月8日 - 運行開始。
2015年5月16日 の出発便を以って、運行終了した。[24]

#### 横浜 - 軽井沢線
- 横浜駅東口 - 羽田空港 / 品川プリンスホテル ⇔ 軽井沢72ゴルフ - 軽井沢ショッピングプラザ - 軽井沢プリンスホテルウエスト - 軽井沢駅前（京浜急行バス と共同運行）

- 2011年夏に開設された、横浜や羽田空港から軽井沢へのアクセスを狙った観光路線。2014年に1往復を羽田空港に代えて品川プリンスホテルに停車、冬期は「軽井沢ホワイトスノーシャトル」の愛称で運行されていたが、2019年1月14日の運転を最後に廃止された[25]。

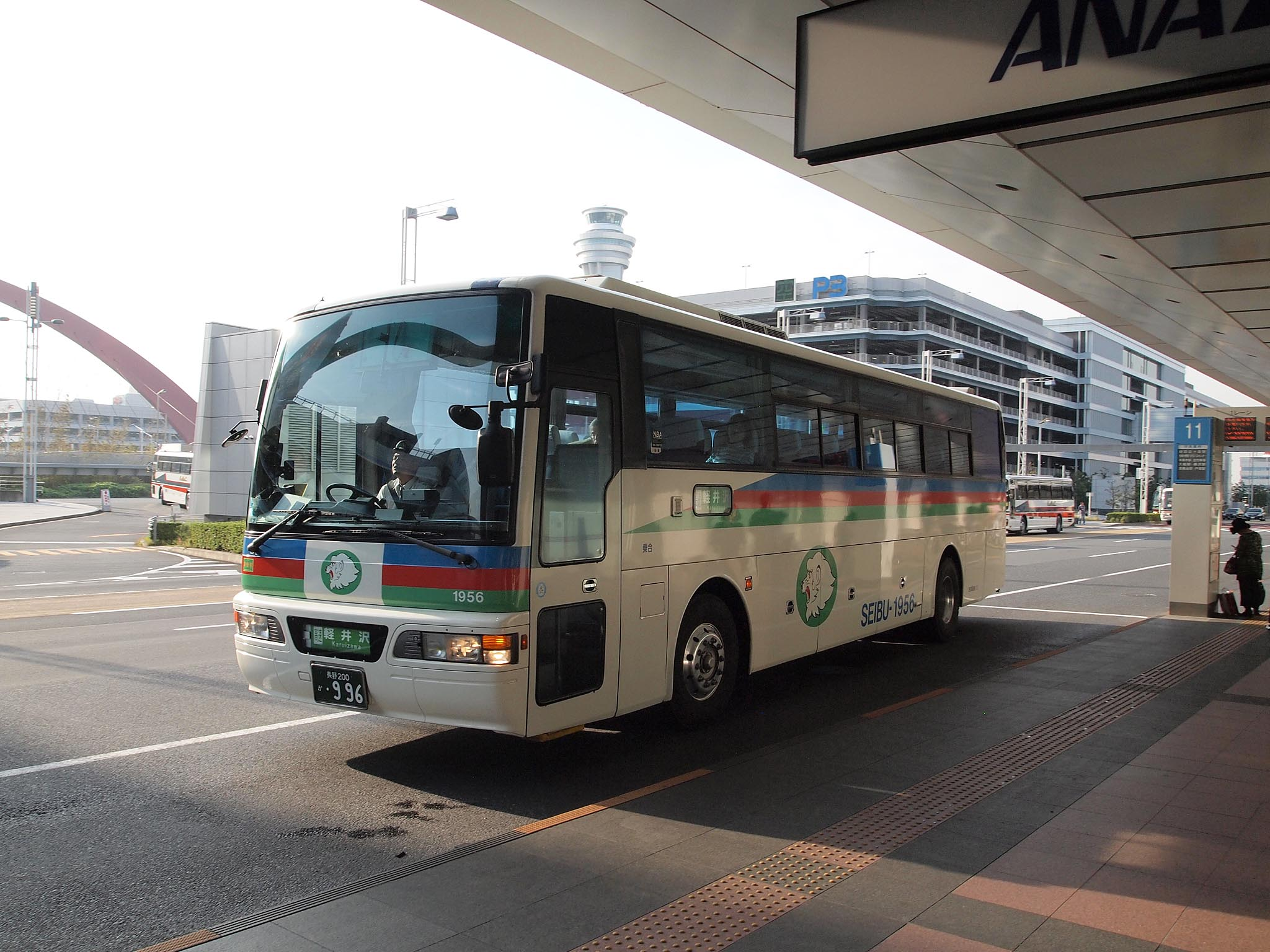
開業当時の横浜・羽田空港 - 軽井沢線（2011年撮影）
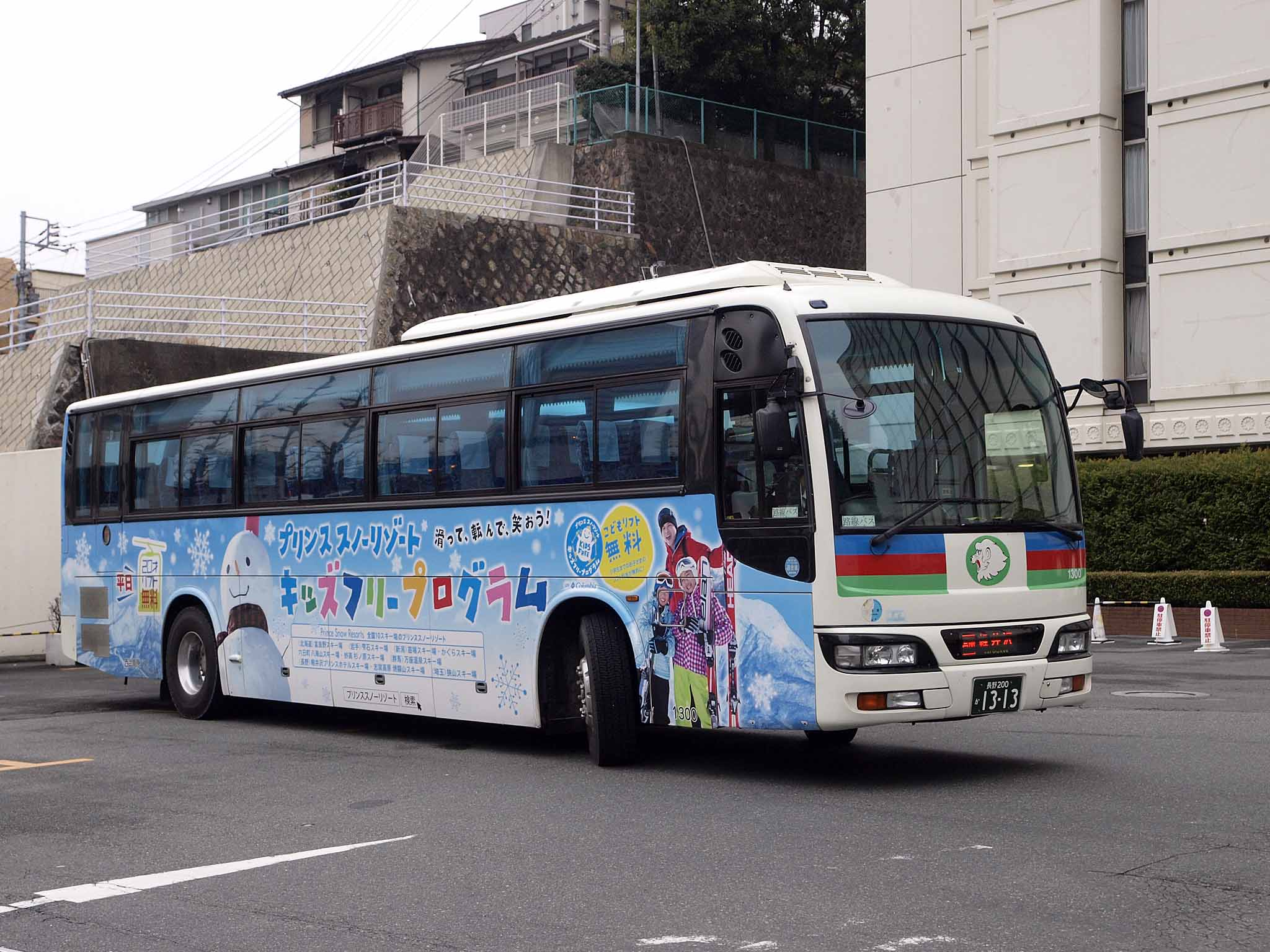
2014年から横浜発の西武便は品川プリンスホテルを経由（2015年撮影）
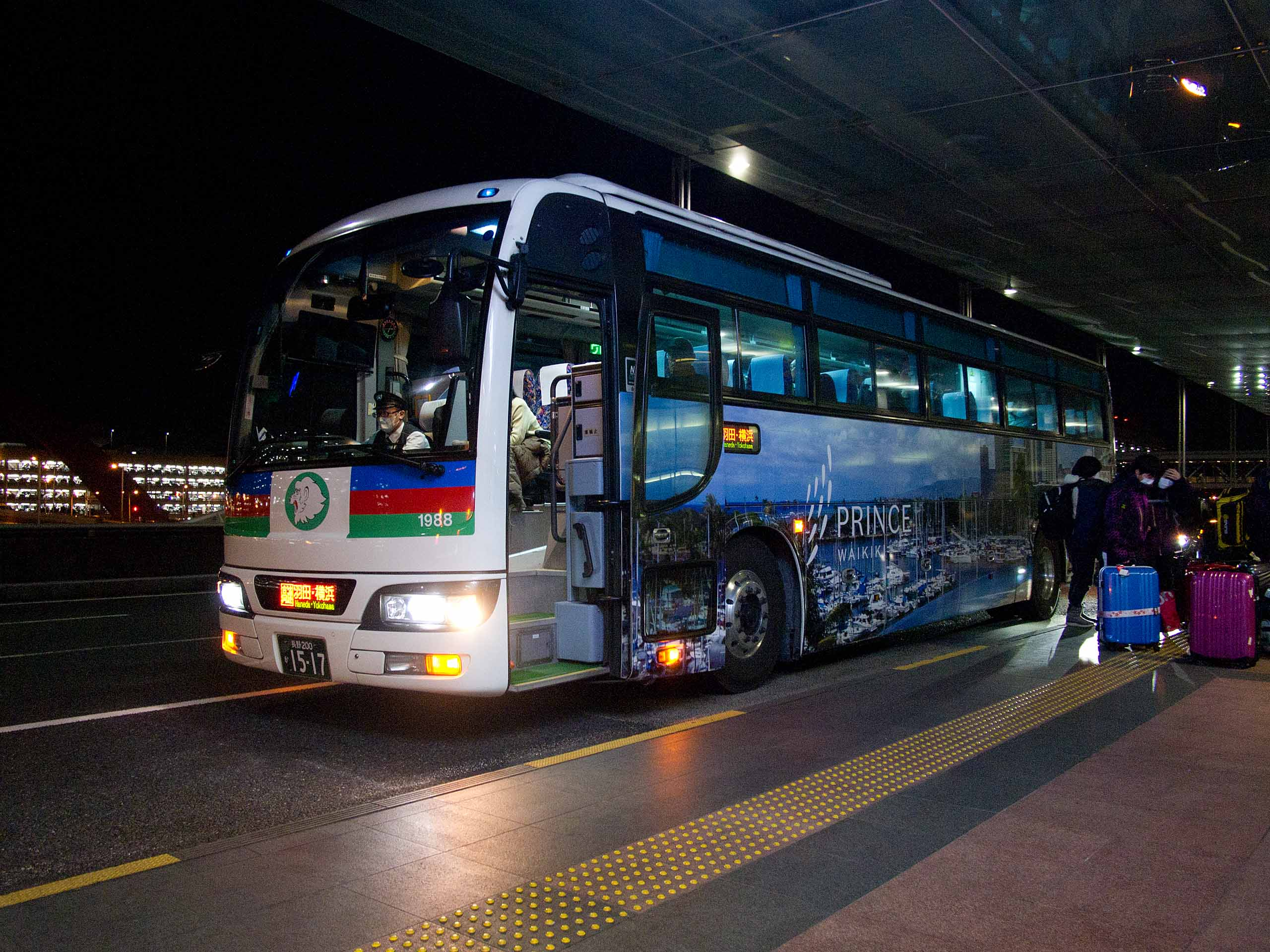
2014年から軽井沢発の西武便は羽田空港を経由（2019年撮影）

#### 軽井沢・草津線
- 渋谷駅 （マークシティ ）⇔ 軽井沢駅前（ - 東急ハーヴェストクラブ旧軽井沢 - 北軽井沢 - 草津温泉バスターミナル ）
2017年3月16日 より運行開始。京王バス東 ・東急トランセ ・上田バス と共同運行（当社の担当便は、渋谷駅 - 軽井沢駅間の区間便）[26]。現在は西武バス練馬営業所 が運行している[27]。

#### 長岡新潟線
関東地方と新潟県を結ぶ高速バスを西武バス・越後交通・新潟交通と共同で運行していた。西武観光バスでは大宮駅発着便を担当していたが、2019年9月30日出発便をもって運行を終了した。

#### 箱根線
- プリンスエクスプレス箱根芦ノ湖： サンシャインシティプリンスホテル - 池袋駅東口 - 品川プリンスホテル ⇔ 箱根湯本駅 - 箱根関所跡 - 元箱根 - 箱根園 - ザ・プリンス箱根芦ノ湖
当初は専用のラッピングを施した4列シート車を投入、大宮営業所始発・終着で運行していた。2018年4月からは独立3列シート車で運行、5月からは東京側の始発・終着をサンシャインシティに変更して短縮、3月から11月までの夏期ダイヤではザ・プリンス箱根芦ノ湖発を30分繰り下げる時刻改定を行った[29]。2020年3月31日を以て運行を休止した[30]。

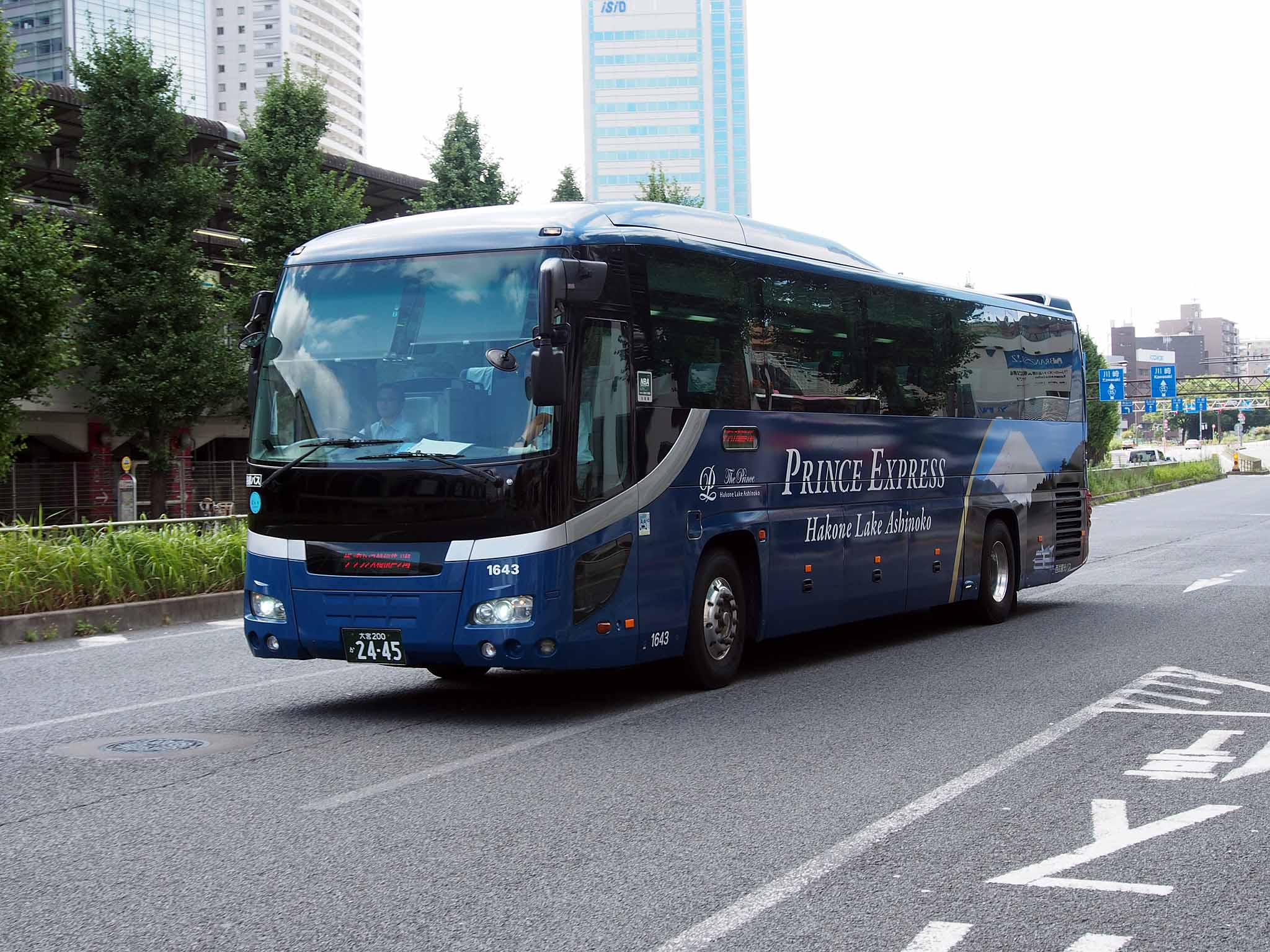
プリンスエクスプレス箱根芦ノ湖・初代専用車（1643）

#### 京都びわこドリーム号
- 大宮営業所 - 大宮駅西口 - 池袋駅東口 - 品川バスターミナル - 横浜駅YCAT)⇔ 米原駅西口 - 彦根駅前 - 八日市営業所 - 草津駅 - 大津駅 - 京都駅
  - 2019年11月11日、「ドリームさいたま号」と路線統合され運行終了[31][32]。西日本ジェイアールバスと共同運行。

#### ドリームさいたま号
- 大宮営業所 - 大宮駅西口 - 池袋駅東口 - 横浜駅YCAT ⇔ 草津駅東口 - 南草津駅 - 京都駅烏丸口 - 大阪駅JR高速バスターミナル - ユニバーサル・スタジオ・ジャパン
  - 2020年12月1日より運行休止。西日本ジェイアールバスと共同運行

沿革
- 2003年（平成15年）12月12日 - 「京阪神ドリームさいたま号」として西日本JRバス単独で運行開始[33]。西武バス側の準備が遅れたこともあり、運行開始当初は西武バスは運行支援のみにとどまった。
- 2005年（平成17年）3月25日 - 西武バスが「三都線」の路線名[注釈 5] で正式に参入、共同運行となる。
- 2009年（平成21年）4月24日 - 立川駅・東大和市駅への停車を開始。
- 2014年（平成26年） - 埼玉側の運行会社が西武バスから西武観光バスへ移管。
- 2015年（平成27年） 8月1日 - 関西側の発着地をユニバーサル・スタジオ・ジャパン(USJ)に変更（三宮バスターミナルへの乗り入れを廃止）。これにより愛称を西日本JRバス・西武観光バスともに「ドリームさいたま号」に変更。埼玉側では新たに和光市駅南口に停車[34][注釈 6]。西日本JRバスの管轄営業所を神戸営業所から大阪高速管理所に変更。
- 2019年（令和元年）
  - 6月21日 - 運賃改定[35][36]。
  - 11月11日 - この日の運行分より、「京都びわこドリーム号」と路線統合。和光市駅、東所沢駅、所沢駅東口、東大和市駅、立川駅の各バス停を廃止するとともに、「京都びわこドリーム号」が停車していた池袋駅東口、横浜駅 (YCAT)、草津駅東口、南草津駅に新たに停車（大津駅には停車しない）[37][38]
- 2020年（令和2年）
  - 4月11日 - 新型コロナウイルス感染拡大の影響により、この日の出発便より同年11月30日の出発便まで運休[39]。
  - 11月30日 - この日の出発便をもって運行休止[40][41]。なお、先述した通り同年4月11日の出発便より運休していたため、同年4月10日の出発便が事実上の最終運行となった[42]。

#### 小諸線
- バスタ新宿 - 池袋駅東口 - 下落合駅 - 練馬駅（練馬区役所前） - 川越的場 ⇔ 下仁田 - 佐久インター南 - 佐久平駅前 - 和田森前 - 小諸厚生病院 - 小諸駅 - 東御市役所 - 上田駅 - 上田営業所
  - 2024年（令和6年）4月1日 - 路線廃止。

### 一般路線

#### ちちぶ巡礼バス
- 西武秩父駅 → 秩父ふるさと館前 → 秩父駅 → 秩父橋 → 札所二十一番 → 音楽寺 → 秩父駅 → 秩父神社前 → 西武秩父駅
当路線は2014年の秩父札所午歳総開帳に合わせて運行された。秩父市街地周辺の札所の他、秩父市が舞台のテレビアニメ「あの日見た花の名前を僕達はまだ知らない。（あの花）」の作中に登場する地点を経路として設定していた。
当路線の車内外放送は「あの花」の登場人物である本間芽衣子〈めんま〉（声優：茅野愛衣）が担当していた。
「ちちぶ巡礼バス一日乗車券」が発売されており、当路線の他に重複する区間の西武観光バスの一般路線バスでも利用できた。
2014年3月1日 - 2014年11月24日の土日祝日のみ運行された[注釈 7][43][44]。

## 車両
貸切車および高速車は西武バスに準じている。UDトラックス（旧：日産ディーゼル）がバス製造から撤退するまでは同社製の車両が中心だったが、現在は主にいすゞ自動車および日野自動車製の車両を投入している。
秩父営業所の一般路線車は中型車（日産ディーゼルRM/いすゞ・エルガミオ）の割合が多く、閑散路線へ運用に入る。また、急行三峰神社線には用途外車が運用に入る。ちちぶ巡礼バスにはレトロバスを2台使用しており、その内の1台は「あの花」のラッピング車両となっていた（該当車両は2022年2月で運行終了）。
軽井沢営業所の一般路線車は、都市部で一般的な路線タイプの車両はごく一部にとどまり、「用途外車両」と呼ばれるハイグレードな車両が多い。車両の最前部から最後部まで、2人がけの座席（ロマンスシート）が並んでいる。そのほかに、観光バスタイプの車両も導入されており、路線タイプと混合で使用されている。浅間白根火山線には、観光バスタイプが多く運用されていたが、2015年頃から一般路線タイプの車両も運用に入ることが増えてきた。山間部の道路が多く、起伏がある地形上、また、冬期の積雪等によりノンステップバスは導入しなかったが、2016年に西武バスから転入してきた車両はワンステップ車で、車高を嵩上げする改造を行い、運用に就いている。車両の塗装は、一部の車両を除き、ライオンズカラーで統一されていたが、2015年に転入した車両からは笹カラーの乗合車両が増えてきた。町内循環バス・塩沢湖線に使用される車両は、それ以前から西武バス特有の笹カラーであった。2017年7月16日より、一般路線バス車両のLED行先表示に系統別アルファベット表示が導入された。

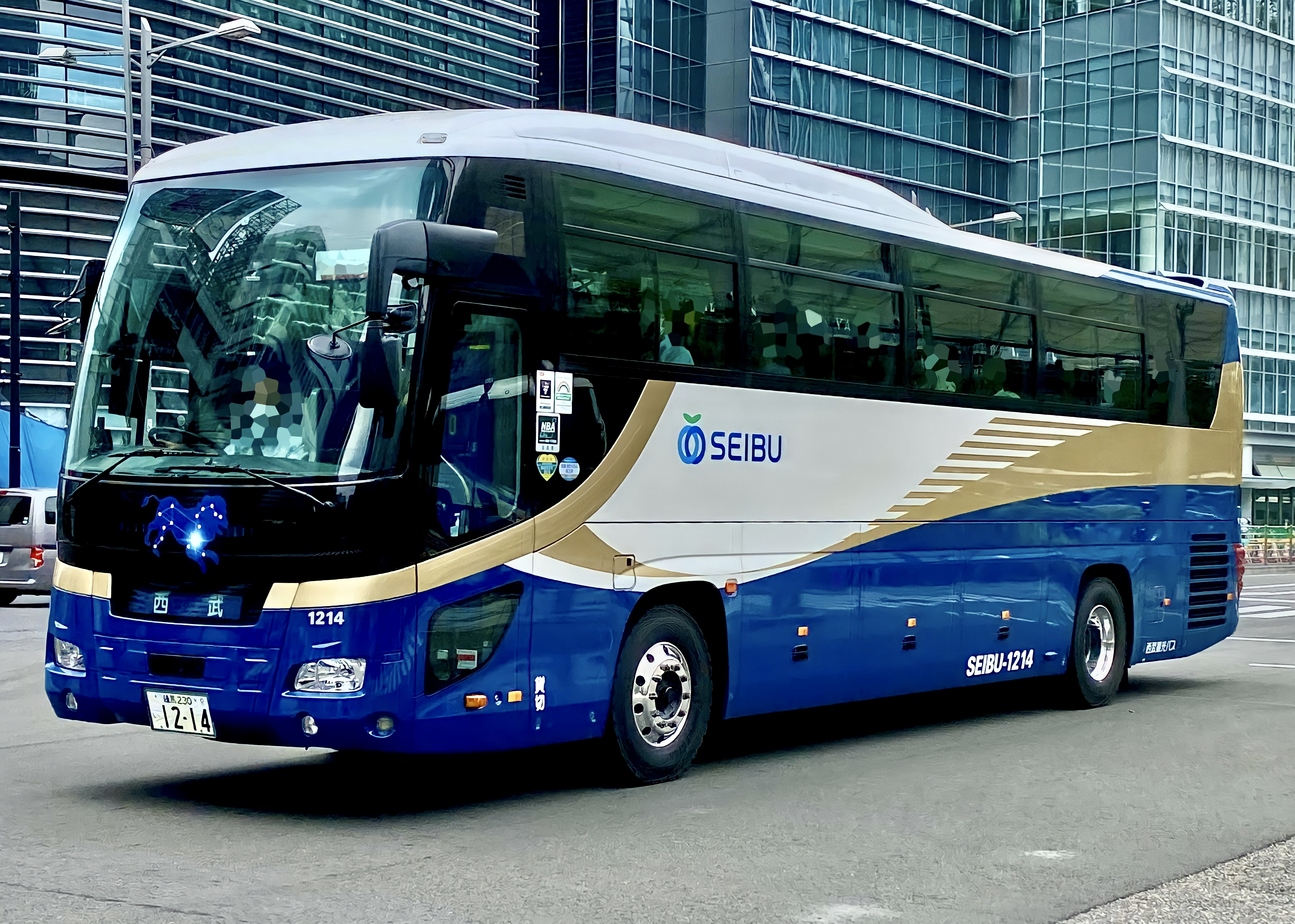
練馬営業所所属の貸切車「レグルス」（1214）
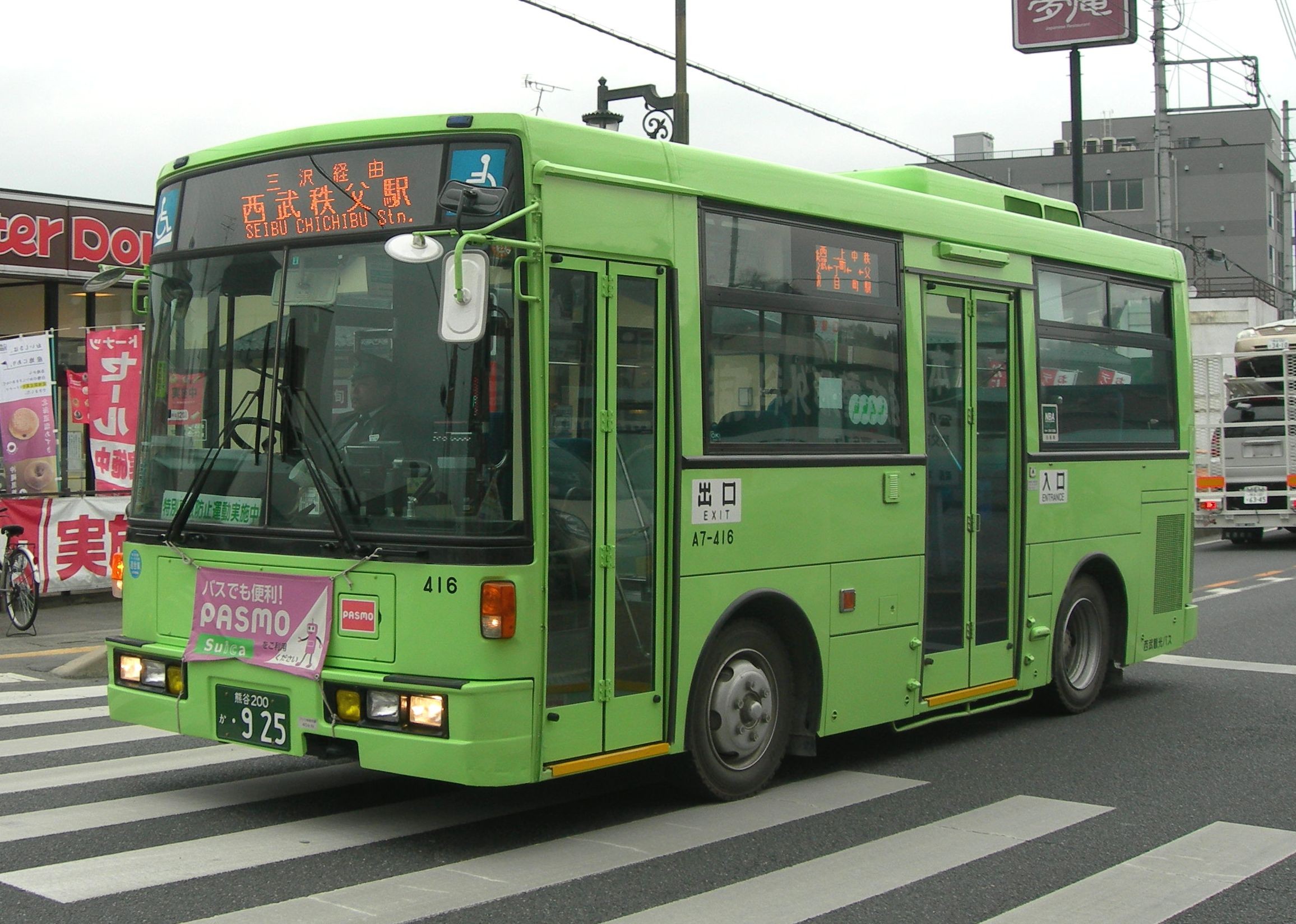
秩父営業所三沢線（A7-416）
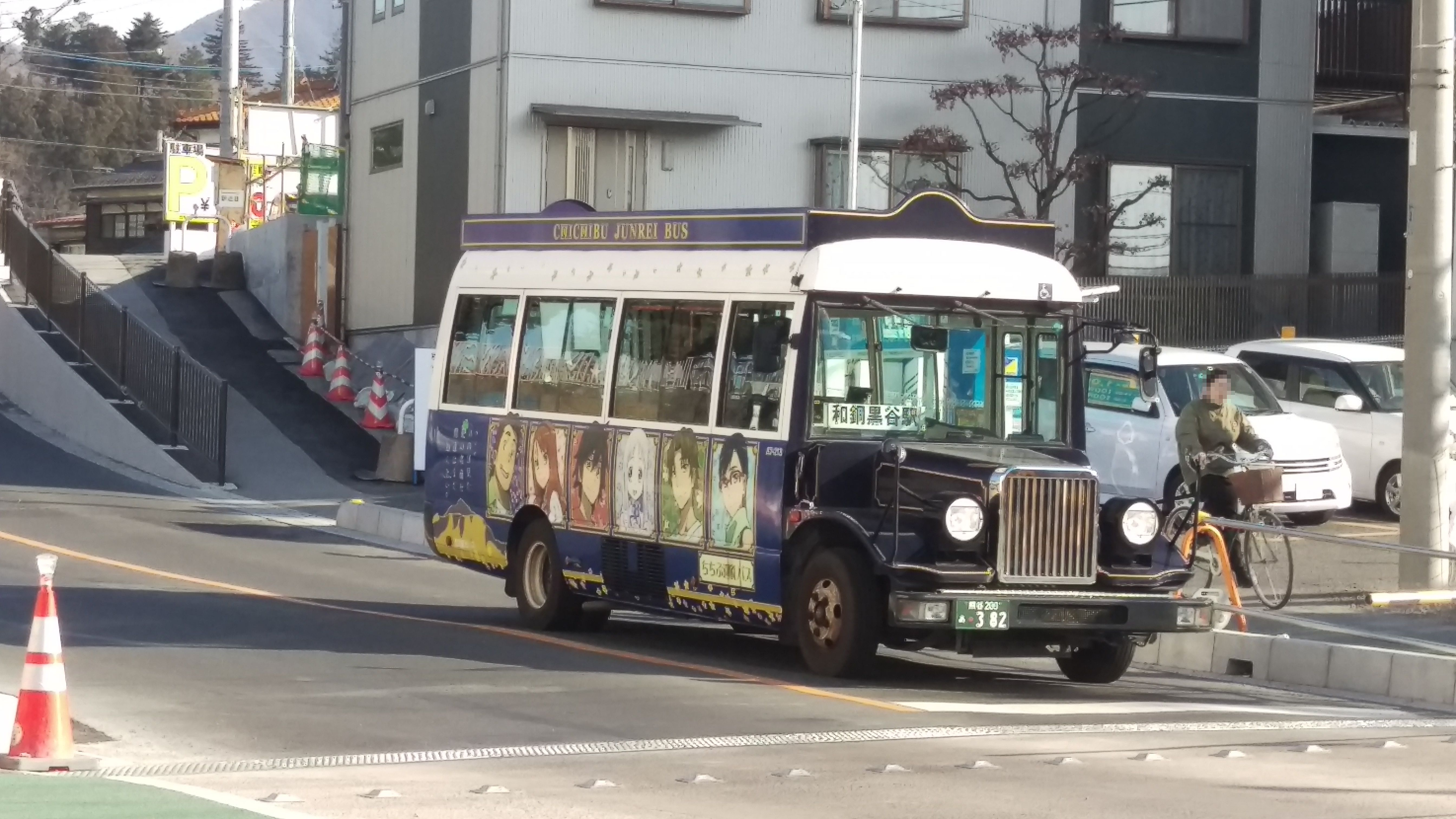
秩父営業所原谷線で運用中の「あの花」ラッピング車両（A7-213）
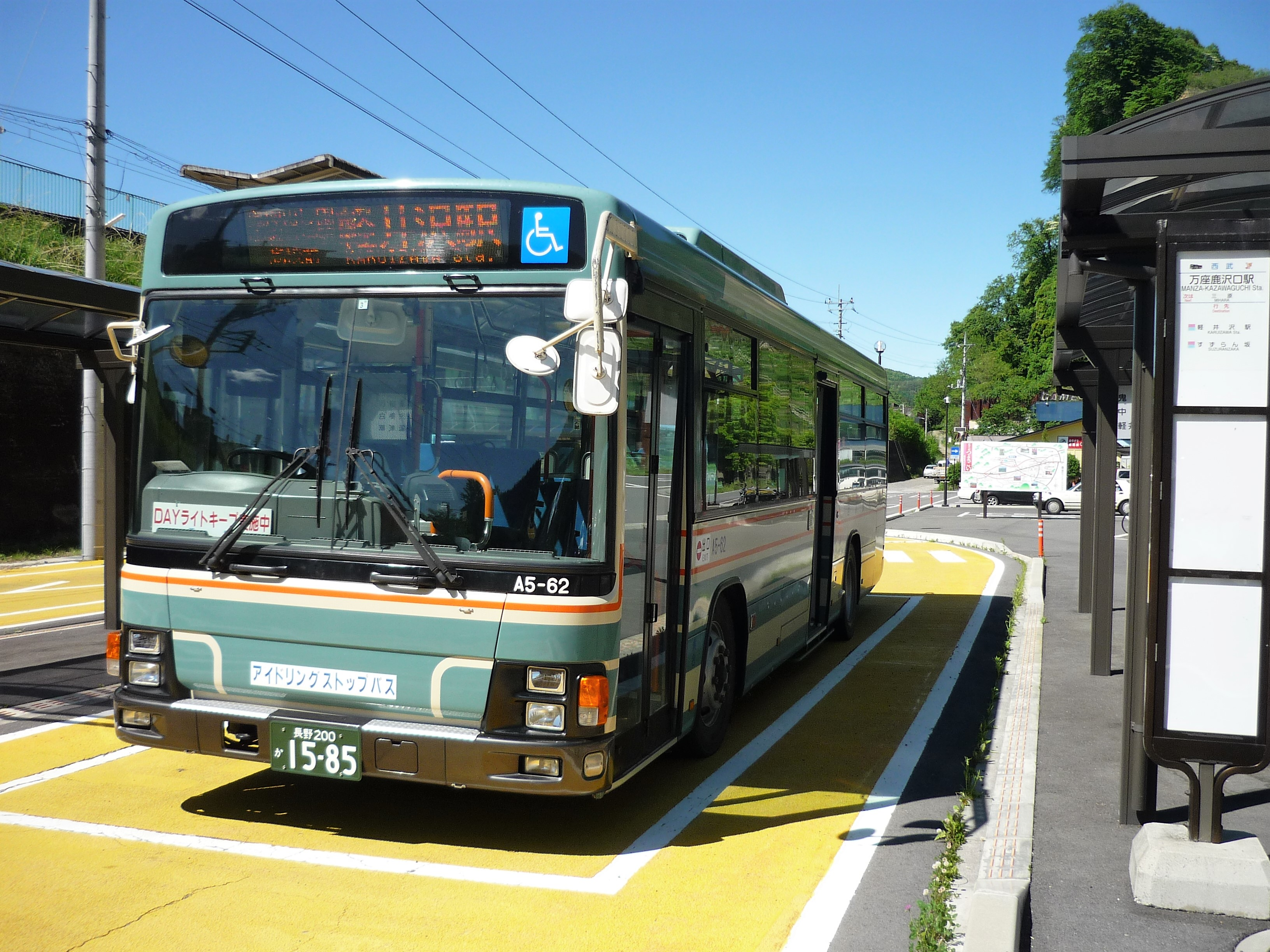
軽井沢営業所浅間白根火山線（A5-62）